# 阿布·伯克尔
阿布·伯克尔·阿卜杜拉（阿拉伯语：أبو بكر الصديق，573年—634年8月23日），簡稱巴克爾。伊斯兰教历史上的第一代哈里发（632年－634年在位）。巴克爾、歐瑪爾、奧斯曼和阿里等哈里发為先知穆罕默德的四大弟子。伯克尔也是穆罕默德的岳父，被伊斯兰教遜尼派認定是穆罕默德的繼承者（什葉派則是認為穆罕默德的堂弟及女婿阿里是繼任者，也是第一個伊瑪目）。

## 生平
伯克尔生于麦加，是当地的一名富商。当先知穆罕默德开始传教时，伯克尔成为最早的支持者之一，并以身家財產寄付之。当穆罕默德遭到麦加贵族的威胁而不得不前往麦地那时，作为忠实追随者的伯克尔也参加了这一具有历史意义的迁徙（希吉拉）。
619年，穆罕默德在其第一个妻子赫底彻去世后，娶了伯克尔的女儿阿以莎；伯克尔因此成了穆罕默德的岳父。这表明了先知对他的信任。穆罕默德去世后，伯克尔于632年6月8日被麦地那的宗教领袖们选为穆罕默德的继任者——khalīfat Rasūl Allah（真主使者的继任者），即哈里发。他承担了穆罕默德除预言外所有的一切职权。
在伯克尔的领导下，叛教的部落重返信徒行列，阿拉伯人也开始了对外征服之战。伯克尔在与波斯萨珊王朝和拜占庭帝国的战争中均取得了胜利。在他去世后，歐瑪爾继承了哈里发的寶座。